# 楊善會
楊善会（6世纪—617年），表字敬仁，弘農郡華陰县（今陕西省华阴市）人。毗陵郡太守楊初之子，隋朝官员。

## 生平
隋炀帝大業年間为鄃县（治今山东夏津）令，以清正闻名。612年（大業八年），山东饥荒，农民相聚起义。楊善会率数百人追捕他们，往往能克敌制胜。張金称起义，率数万人駐在鄃县境内，楊善会率部下与他一天多次交战，防止义軍勢力扩大。隋煬帝派遣将軍段達討伐張金称，楊善会向段達進言計策，段達不予采用，最终段達大軍战敗。段達向杨善会謝罪。後段達再与义軍作战，大軍進退都和楊善会相談商议，于是段達大勝。
張金称与渤海郡孫宣雅、高士達合兵再起，击破黎陽而还，义軍勢力再盛。楊善会率精鋭之兵一千人迎击，击破义軍，被擢升为朝請大夫、清河郡丞。張金称转移駐地，率领轻兵攻打冠氏县。杨善会和平原郡通守楊元弘率数万兵袭击張金称本营。隋朝武賁郎将王辩也率軍赶到，張金称离开冠氏回军与王辩作战，王辩战況不利。楊善会选出精鋭之兵五百救援王辩，王辩大軍重新振作。义軍退守本营，隋朝諸軍也陆续撤退。山東义軍最盛时期，隋朝弱小的郡县纷纷陷落，善于抵抗义軍的只有杨善会。杨善会前後七百多回战斗没有失败，常常遗憾兵少，不能全部镇压。
616年（大業十二年），隋朝太僕楊義臣讨伐張金称，战败，退守臨清。楊義臣採用杨善会之策，多次決战，义軍敗走。楊義臣趁着勝利击破張金称本营，俘虏了他大半部众。張金称率数百人逃走，後来回到漳南，召集残党。杨善会追捕斬杀張金称，首級送到煬帝行在。煬帝賜给杨善会尚方甲、弓剑，任命他为清河郡通守。同年，他跟随楊義臣斬杀漳南义军首領高士達，首級送到江都宮。
617年（大業十三年），高士達部将竇建德自称長乐王，攻打信都郡，臨清县王安呼应竇建德，率数千人起兵。楊善会击斬王安。竇建徳攻下信都郡，進攻清河郡。楊善会率军迎击，战敗。被包围在清河郡城，四十日后城陷被俘。竇建德礼遇楊善会，任用他为貝州刺史。楊善会大罵「老賊」，不肯曲節。竇建德还想保留他的性命，最后采纳部下的意見，将楊善会殺害。

## 家庭

### 父亲
- 杨初，北周大将军，隋朝宗正卿、常州刺史、顺杨公，唐朝左光禄大夫、华山郡开国公[1]

### 兄弟姐妹
- 杨会，王世充封鄫国公，因计划归附唐朝被害，唐朝赠予大将军[1]
- 杨虔威，唐朝右卫将军[1]
- 杨某，唐朝左卫将军、武安公[1]

### 夫人
- 裴寿儿，出自河东裴氏定著五房之一的南来吴裴，隋朝申州长史、仪同三司裴眺第三女[2]

### 子女
- 杨行敦，唐朝洺州司马、太中大夫、霍王府司马[3]

### 孙子
- 杨献，唐朝右威卫将军、银青光禄大夫、定州刺史、上柱国[3]